# Sara Johnsen
Sara Johnsen, född 4 mars 1970, är en norsk filmregissör och författare.
Johnsen gick på Den norske filmskolen i Lillehammer och tog examen som regissör 2000. Efter några kortfilmer spelfilmsdebuterade hon 2005 med Vinterkyss med Annika Hallin och Kristoffer Joner i huvudrollerna. Filmen fick mycket uppmärksamhet i Norge och utsågs till landets Oscarbidrag. Hennes andra spelfilm Upperdog kom 2009 och belönades med fem Amanda. 2013 kom Oskuld med Maria Bonnevie, David Dencik och Kristoffer Joner.  Sara Johnsen var den främsta manusförfattaren för den prisbelönta TV-serien 22 juli som sändes på NRK år 2020.
Johnsen har också gett ut novellsamlingen Han vet om noe hun kan prøve (2004) med uppväxtskildringar från Østlandet, romanen White Man (2008) om ett norskt par på Afrikasemester, och en läsversion av Upperdog (2009).